# 生物中心主義
生物中心主義（英語：Biocentrism，或zoocentrism）是一種倫理學上的觀點，認為應該以所有生物的內在價值平等，作為出發點，來思考地球上的事物。環境保育人士用它來反對人類中心主義，提倡支持保存生物多樣性、推動動物權利以及環境保護。

## 概論
生物中心主義的基本立場為：
1. 人類以及其他物種，都是地球上的一份子
2. 所有的物種，彼此間相互依存，形成地球生態系統的一部份
3. 所有具備生命的個體都以自己的方式來追求對自身的利益
4. 與其他物種相較，人類不能宣稱自己擁有最優越的權力